# Kerstin Kvint
Kerstin Inger Linnea Kvint, född Bigert den 6 december 1936 i Enskede församling i Stockholm, död 26 april 2023 i Västerleds distrikt i Stockholm, var en svensk litterär agent. Hon var bland annat Astrid Lindgrens sekreterare.

## Biografi
Kerstin Kvint var dotter till ingenjören Einar Bigert och Karin M, ogift Nilsson. Efter realexamen 1952, 15 år gammal, anställdes hon av Rabén & Sjögren bokförlag där Astrid Lindgren var barnbokschef. Med tiden fick hon hjälpa Astrid Lindgren med allehanda uppgifter, och hon innehade fram till 1983 olika poster som produktionsassistent, VD-sekreterare och exportchef. Under denna period tog hon 1955 även examen från Grafiska institutet.
1982 blev hon personlig sekreterare åt Astrid Lindgren. Hon startade 1983 eget företag Kerstin Kvint Literary & Co-Production Agency med försäljning och samproduktion av skandinavisk litteratur. Hon var ordförande i Förlagsklubben 1982–1984 och styrelseledamot i Svenska PEN-klubben 1983–1985.

### Familj
Åren 1958–1971 var Kerstin Kvint gift med tandläkaren Sven Kvint (född 1935) och fick med honom två barn, journalisten Annica Kvint (född 1962) och låtskrivaren Peter Kvint (född 1965).
Kerstin Kvint var från 1975 gift med författaren Lennart Frick (född 1939), son till pastor Helge Frick och Anna, ogift Lindgren. Hon är faster till Mats Bigert.